# Il mistero delle croci egizie
Il mistero delle croci egizie (titolo originale The Egyptian Cross Mystery) è un romanzo poliziesco di Ellery Queen, pubblicato nel 1932, il quinto della serie.

## Trama
Il cadavere decapitato di Andrew Van, un maestro di scuola, è stato ritrovato la mattina di Natale, crocefisso a un cartello stradale a forma di T nei dintorni di Arroyo, un paesino della Virginia occidentale. Questo è il genere di delitto che si rivela una calamita irresistibile per lo scrittore-detective Ellery Queen. Ma dall'inchiesta, malgrado il dotto contributo dello stesso Ellery, non scaturisce alcun risultato conclusivo se non qualche vago sospetto su un misterioso straniero di nome Krosac. Sei mesi più tardi, però, un altro omicidio, commesso in circostanze quasi identiche a Long Island, risveglia l'interesse di Ellery, che si lancia sulla pista di un feroce criminale che lascia a mo' di firma delle T tracciate con il sangue delle vittime.

## Personaggi principali
- Ellery Queen - scrittore e investigatore dilettante
- Richard Queen - capo della Squadra Omicidi di New York, suo padre
- Ad Arroyo
  - Andrew Van - maestro di scuola
  - Kling - suo domestico
  - Crumit - procuratore distrettuale della Contea di Hancock
  - Agente Luden - della polizia di Arroyo
  - Colonnello Pickett - capo della Polizia di Stato della Virginia Occidentale
  - Matt Hollis - sindaco di Arroyo
  - Michael Orkins - agricoltore
  - Il Vecchio Pete - eremita
  - Caspar Croker - garagista
  - Harakht - sacerdote del Culto del Sole
  - Velja Krosac - il vendicatore
- A Bradwood
  - Isham - procuratore distrettuale della Contea di Nassau
  - Ispettore Vaughn - della polizia della Contea di Nassau
  - Dottor Rumsen - medico legale
  - Professor Yardley - ex insegnante di Ellery
  - Thomas Brad - proprietario della Brad & Megara, importatori di tappeti
  - Margaret Brad - sua moglie
  - Helene Brad - figlia di Margaret
  - Jonah Lincoln - direttore della Brad & Megara
  - Hester Lincoln - sua sorella
  - Stephen Megara - socio di Thomas Brad
  - Capitano Swift - comandante dello yacht di Megara
  - Percy ed Elizabeth Lynn - inglesi, ospiti dei Brad
  - Dottor Victor Temple - vicino di casa e amico dei Brad
  - Fox - autista e giardiniere dei Brad
  - Paul Romaine - bellimbusto, assistente di Harakht
  - Ketcham - proprietario di Oyster Island

## Critica
"La parte migliore di Il mistero delle croci egizie è il tono surrealistico del racconto del primo terzo del romanzo (capitoli 1-11). Questa sezione riguarda i primi due omicidi. La trama è surrealistica al massimo grado. Questo è apparentemente il primo libro di Ellery Queen che evochi Alice nel paese delle meraviglie per descrivere gli eventi della storia; questo tratto diventerà comune nei successivi libri di EQ, per non parlare dei delitti ispirati direttamente ad Alice di L'avventura del tea-party da pazzi (1934)."

"Le prime scene del romanzo mostrano l'effetto che un assassinio provoca su una comunità rurale, anticipando il più elaborato ritratto dell'effetto di un assassino sulla città di New York in Il gatto dalle molte code. I cittadini di Weirton in definitiva si dimostrano migliori, nella descrizione di Ellery Queen, della popolazione di New York, cedendo al panico in misura minore, e comportandosi in maniera più responsabile. Entrambe le descrizioni sono sobrie, e tentano di sviluppare un commento e una riflessione sulla società."

"Un serial killer che è veramente pazzo e diabolicamente intelligente. [...] Questo libro contiene quasi tutti gli elementi di una classica storia di Ellery Queen, senza la presenza dell'Ispettore Queen [...] Una conclusione non eccessivamente azzardata, mentre diventa sempre più evidente che gli elementi religiosi sono più che abbondanti in tutti i grandi classici di Ellery Queen."

Ellery Queen sembra volersi distaccare dall'influenza di S.S. Van Dine, evidente nei suoi primi lavori, laddove afferma: "Questo non è il solito sproloquio su un crime égyptologique. Niente piramidi, niente pugnali copti nel buio di mezzanotte in qualche tenebroso museo, niente fellahin [...] anzi, niente egittologia nel modo più assoluto." È evidente il riferimento a La dea della vendetta (The Scarab Murder Case, 1930), di Van Dine, che contiene nella trama appunto tutti questi elementi in forma altamente melodrammatica.

In questo libro compare per la prima volta la Duesenberg, la vettura sportiva di Ellery Queen che diventerà uno degli oggetti più strettamente associati alla sua immagine.

## Edizioni italiane
- Il mistero delle croci egizie, traduzione di Cesare Giardini, Collana I Libri Gialli n.143, Milano, Arnoldo Mondadori Editore, 1936. - Collana I Classici del Giallo n.31, Mondadori, 1968; Collana Sfida al lettore n.12, Mondadori, 1985.
- Il mistero delle croci egizie, traduzione di Gianni Montanari, Collezione Omnibus Gialli, Milano, Mondadori, 1992. - Collana I Classici del Giallo n.768, Mondadori, 1996; Collana Oscar Scrittori del Novecento n.1869 (Oscar Scrittori moderni), Mondadori, 2004, ISBN 978-88-04-53643-7, pp.278; Collana Oscar Gialli n.37, Mondadori, 2016, ISBN 978-88-046-7259-3; Collana I Classici del Giallo n.1463, Mondadori, dicembre 2022.